# میدوی، شهرستان رالی، ویرجینیای غربی
میدوی (به انگلیسی: Midway) یک منطقهٔ مسکونی در ایالات متحده آمریکا است که در شهرستان رالی، ویرجینیای غربی واقع شده‌است. میدوی ۷۷۲٫۰۷ متر بالاتر از سطح دریا واقع شده‌است.